# Horcos

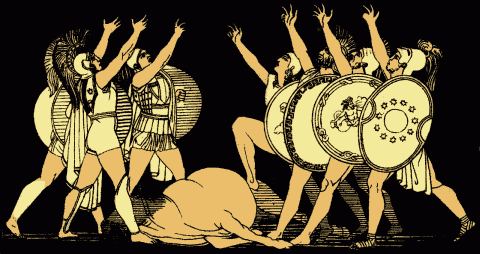
El juramento de los siete contra Tebas

En la mitología griega, Horcos u Horco era la personificación de los juramentos, velaba por su cumplimiento y castigaba el perjurio. En esta faceta punitiva Horcos era compañero inseparable de Dice, la justicia, y estaba asistido por las terribles erinias.
Higino afirma que era hijo de Éter y de la Tierra, mientras que Hesíodo en su Teogonía lo enumera entre la prole de la diosa de la discordia (Eris), con la connotación negativa que esto tenía y que se explicaba por los males que a los hombres había acarreado el hacer juramentos sin meditar y luego no haberlos cumplido.
En una de sus fábulas, Esopo cuenta que un hombre había recibido una suma de dinero en depósito que no pensaba devolver. Huyendo de la ciudad se encontró con Horcos, y le preguntó que cada cuanto tiempo solía volver a cada sitio en busca de perjuros. Él le contestó que volvía cada treinta o cuarenta años, por lo que el hombre no dudó al día siguiente en jurar que nunca había recibido el depósito. Ese mismo día se topó con Horcos, que lo arrojó desde un precipicio explicando que si bien solía regresar cada treinta o cuarenta años, podía hacerlo el mismo día cuando intentaban provocarle.
Figuraba también como uno de los epítetos del rey de los dioses (Zeus Horcio), que castigaba la violación de los juramentos y que como tal tenía una estatua consagrada en Olimpia. Ante esta representación del dios, que tenía un rayo en cada mano, los atletas que participaban en los juegos olímpicos juraban sobre un jabalí inmolado, con sus padres, hermanos y maestros del gimnasio, que no harían trampas durante la celebración de los mismos, y que habían entrenado como mínimo diez meses para la prueba en la que participaban. También hacían un juramento solemne ante esta estatua los encargados de elegir los atletas y los caballos para las pruebas. Prometían no haber sido sobornados para esta elección y que guardarían secreto sobre los motivos de la misma.
Los romanos lo adoraban como Jusjurandum.